# Calipso (satèl·lit)
Calipso  és un satèl·lit de Saturn. Va ser descobert per Pascu, Seidelmann, Baum i Currie en 1980 en observacions des de la Terra; va ser anomenat provisionalment 1980 S 25 . En 1983 se'l va anomenar oficialment Calipso de la mitologia grega. També es designa com Saturn XIV . Va ser descobert quan els anells de Saturn es veien des de la Terra de cantell. Esta orientació dels anells reduïx molt la llum que difonen quan contemplem el planeta des d'un telescopi i, per tant, permeten la detecció de dèbils cossos en les proximitats d'estos. Es va utilitzar un prototip de càmera planetària projectada per a un telescopi orbital dels EUA.
Calipso és un satèl·lit troià del sistema Saturn; Tetis, ocupa el punt de Lagrange L₅ i, per tant, és un satèl·lit co-orbital de Tetis, al qual seguix en la seva òrbita aproximadament uns 60° per darrere. La lluna Telest ocupa el punt de Lagrange L₄.
No ha de ser confós amb l'asteroide 53 Kalypso.